# يوحنا بلومبرغ
يوحنا بلومبرغ (بالسويدية: Johan Blomberg)‏ (14 يونيو 1987 بالسويد - ) هو لاعب كرة قدم سويدي في مركز الوسط. شارك مع منتخب السويد تحت 21 سنة لكرة القدم. أما مع النوادي، فقد لعب مع أيك سولنا ونادي هالمستاد وLunds BK ‏ وÄngelholms FF ‏.

## وصلات خارجية
- يوحنا بلومبرغ على موقع اتحاد السويد (السويدية)
- يوحنا بلومبرغ على موقع الدوري الأمريكي (الإنجليزية)
- يوحنا بلومبرغ على موقع قاعدة بيانات كرة القدم.إي يو (الإنجليزية)
- يوحنا بلومبرغ على موقع Soccerway.com (الإنجليزية)